# Felső erdősor
Felső erdősor est une rue de Budapest, située dans le quartier de Terézváros (6e arrondissement).